# Quebrada de Aroma
La quebrada de Aroma es un curso de agua ubicado en la comuna de Huara, Región de Tarapacá, Chile. Nace de los derrames del Volcán Puchuldiza, atraviesa los sectores de Chiapa y Jaiña, y desaparece en el límite oriental de la Pampa del Tamarugal.

## Trayecto
La quebrada de Aroma nace en el parque nacional Volcán Isluga y drena parte de la depresión intermedia. Su caudal depende principalmente de las precipitaciones del invierno altiplánico. Presenta un escurrimiento superficial casi continuo, mientras que sus afluentes son de régimen efímero.
La cuenca de la quebrada abarca una superficie de 1891 km², de los cuales 970 km² se encuentran a más de 3000 m de altitud, zona que concentra la mayor parte de las precipitaciones.
Entre sus principales afluentes se encuentran la quebrada Chismisa, la quebrada Macurquima y el arroyo Sacsajane, este último de corto recorrido y origen en las faldas del cerro Tatajachura.: 785 

## Caudal y régimen
Según la Comisión Nacional de Riego, el caudal de la quebrada alcanza los 10 litros por segundo en su origen y disminuye a 5 litros por segundo en su curso principal.

## Historia

### Toponimia
El origen del topónimo "Aroma" es aimara. Una versión señala que proviene de la palabra aruma, cuya traducción sería aroma. Otra versión señala que su traducción sería  "agua amarga o salada".
Francisco Solano Asta-Buruaga y Cienfuegos escribió en 1899 en su Diccionario Geográfico de la República de Chile sobre la quebrada:
Aroma (Quebrada de).-—Prolongado cauce medianamente ancho, que se abre en el departamento de Pisagua y baja hacia el SO. desde los derrames occidentales del volcán Puchultisa y se pierde en el borde ó límite oriental de la pampa del Tamarugal, al cabo de unos 60 kilómetros desde su origen. Está orillada de cerros altos, áridos y pelados, que le forman escarpadas márgenes; pero el valle de su fondo es medianamente productivo en maíz, alfalfa y algunas otras pocas verduras, pero no admite el cultivo de la viña, ni de árboles frutales por las aguas salinas del arroyo que lo atraviesa y que necesitarían de riego para medrar. El mismo valle contiene varios parajes de escasa población, como los de Ariquilda, Aroma, Palca, el llamado de San José, &c.
Luis Risopatrón la describe en su Diccionario Jeográfico de Chile: 47 
Aroma (Quebrada de) 19° 30' 69º 17’. Tiene su oríjen en las faldas NW del cerró Guaina Potosí, corre hacia el NW, llevando unos 10 litros de agua por segundo en el mes de diciembre i se une con la de Puchuldiza, que viene del E, con la que junta 40 litros de agua por segundo; se dirije al SW, orillada de cerros altos, áridos i pelados, con carencia casi completa de pasto, que le forman escarpadas marjehe's, en las cuales el tránsito es mui dificultoso. Recibe seis quebraditas secas antes de la desembocadura de la quebrada de Chismisa, cuyas aguas llevan en disolución sales de antimonio i le dan un sabor amargo, aunque son sin embargo, bebidas por los pobladores. Con ellas se riegan sembríos de trigo, alfalfa, cebada, maiz, papas, verduras i aun algodón i caña de azúcar, i hacen crecer en su fondo, los molles, pillayas, chilca i soronas, esplotados estos últimos, en la elaboración de carbón; las aguas se estinguen poco mas abajo de Ariquilda, llevan en las crecidas ordinarias unos 300 litros por segundo i en las estraordinarias el agua atraviesa la pampa del Tamarugal i suele llegar hasta el pueblo de Guara, que ha inundado en varias ocasiones. Abundan los mosquitos en ella. 2, 8, p. 245; 62, II, p. 371; 63, p. 82; 77, p. 9; 94, p. 16, 18, 108 i 279; 126, 1919, p. 312; 155, p. 55; i 156.
De uno de sus afluentes, la quebrada de Sapte, escribe:
Sapte (Quebrada de) 19° 30' 69° 20' Es seca, no lleva agua sino en época de lluvias, olrece algunos molles que dan buena sombra, corre hacia el S i cae a la de Aroma, a 2 100 m de altitud, a corta distancia al SW del caserío de este nombre; presenta un manantial de agua mui potable, en una quebradita que le cae del N, en la parte inferior, donde no tiene mucha pendiente. El sendero que viene de Soga desciende a la quebrada por caracolcos, barrancos i estrechuras, en una ladera roqueña, de fuerte Dendiente. 2, 7, p. 220; 95, p. 46; 95, p. 46; 116. p. 287 i 288; .126, 1919, p. 512; 134; i 156; i quebrariiíla en 96, p. 62; i valle en 77, p. 91; i quebrada Zapte en 2, 8, p. 245; i 77, p. 120.

## Población, economía y ecología
Sus quebradas formativas drenan las tierras de los poblados aymaras de Ariquilda, Sipiza, Soga, Sotoca, Jaiña, Chiapa y Puchuldiza.